# Liste der Darsteller in The Mandalorian

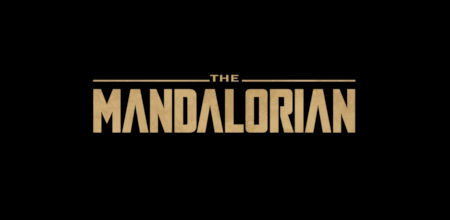
Die Titlecard der Serie

Dieser Artikel bietet eine Übersicht über die Hauptdarsteller und die Neben- und Gastdarsteller der US-Fernsehserie The Mandalorian sowie deren Synchronsprecher in der deutschen Fassung. Die Serie wird seit dem 12. November 2019 auf dem Streamingdienst Disney+ veröffentlicht und umfasst bisher 3 Staffeln mit insgesamt 24 Episoden.

## Besetzungsliste
| Rollenname                                                   | Darsteller                                                    | Porträt                   | Hauptrolle (Episoden) | Nebenrolle (Episoden)                             | Gastrolle (Episoden)      | Deutsche Synchronstimme                                    |
| ------------------------------------------------------------ | ------------------------------------------------------------- | ------------------------- | --------------------- | ------------------------------------------------- | ------------------------- | ---------------------------------------------------------- |
| „Der Mandalorianer“ Din „Mando“ Djarin                       | Pedro Pascal                                                  | Pedro Pascal              | 1.01–                 |                                                   |                           | Sascha Rotermund                                           |
| „Das Kind“ Din Grogu                                         | verschiedene Puppenspieler David Acord (Stimme, mit Effekten) |                           | 1.01–                 |                                                   |                           | – 2                                                        |
| Bo-Katan Kryze                                               | Katee Sackhoff                                                | Katee Sackhoff            | 3.01–3.08             | 2.03, 2.08                                        |                           | Heide Domanowski                                           |
| Greef Karga                                                  | Carl Weathers                                                 | Carl Weathers             |                       | 1.01–1.03, 1.06–1.08, 2.04, 3.01, 3.05, 3.07–3.08 |                           | Jürgen Kluckert                                            |
| Dr. Penn Pershing                                            | Omid Abtahi                                                   | Omid Abtahi               |                       | 1.01, 1.03, 2.04, 2.08, 3.03                      |                           | Florian Hoffmann                                           |
| Kuiil                                                        | Misty Rosas Nick Nolte (Stimme)                               |                           |                       | 1.01–1.02, 1.07                                   |                           | Thomas Kästner                                             |
| Auftraggeber                                                 | Werner Herzog                                                 | Werner Herzog             |                       | 1.01, 1.03, 1.07                                  |                           | Hubert Burczek                                             |
| IG-11 / IG-12                                                | Rio Hackford (Motion Capture) Taika Waititi (Stimme)          | Taika Waititi             |                       | 1.01, 1.07–1.08                                   | 3.01, 3.07–3.08           | Marius Clarén                                              |
| Carasynthia „Cara“ Dune                                      | Gina Carano                                                   | Gina Carano               |                       | 1.04, 1.07–1.08, 2.04, 2.06–2.08                  |                           | Friederike Walke                                           |
| Peli Motto                                                   | Amy Sedaris                                                   | Amy Sedaris               |                       | 1.05, 2.01–2.02, 3.02                             |                           | Denise Gorzelanny                                          |
| Fennec Shand                                                 | Ming-Na Wen                                                   |                           |                       | 1.05, 2.06–2.08                                   |                           | Vera Teltz                                                 |
| Toro Calican                                                 | Jake Cannavale                                                |                           |                       | 1.05                                              |                           | Tobias Diakow                                              |
| Q9-0 „Zero“                                                  | Christopher Bartlett Richard Ayoade (Stimme)                  |                           |                       | 1.06, 2.02                                        |                           | Axel Malzacher                                             |
| Migs Mayfeld                                                 | Bill Burr                                                     | Bill Burr, 2008           |                       | 1.06, 2.07                                        |                           | Sven Hasper                                                |
| Ranzar „Ran“ Malk                                            | Mark Boone Junior                                             |                           |                       | 1.06                                              |                           | Jörg Hengstler                                             |
| Xi’an                                                        | Natalia Tena                                                  | Natalia Tena, 2012        |                       | 1.06                                              |                           | Marie Bierstedt                                            |
| Burg                                                         | Clancy Brown                                                  | Clancy Brown, 2015        |                       | 1.06                                              |                           | Matti Klemm                                                |
| Qin                                                          | Ismael Cruz Córdova                                           | Ismael Cruz Córdova       |                       | 1.06                                              |                           | Tobias Schmidt                                             |
| Moff Gideon                                                  | Giancarlo Esposito                                            | Giancarlo Esposito        |                       | 1.07–1.08, 2.03–2.04, 2.06–2.08, 3.07–3.08        |                           | Frank Röth                                                 |
| Waffenmeisterin                                              | Emily Swallow                                                 | Emily Swallow             |                       | 1.08, 3.01, 3.03–3.05, 3.07–3.08                  | 1.01, 1.03                | Aline Staskowiak                                           |
| Boba Fett                                                    | Temuera Morrison                                              | Temuera Morrison (2016)   |                       | 2.01, 2.06–2.08                                   |                           | Martin Keßler                                              |
| Klonsoldaten                                                 | Temuera Morrison                                              | Temuera Morrison (2016)   |                       |                                                   | 3.04                      | Sascha Krüger                                              |
| Gor Koresh                                                   | John Rosengrant John Leguizamo (Stimme)                       |                           |                       | 2.01                                              |                           | Dieter B. Gerlach                                          |
| Cobb Vanth                                                   | Timothy Olyphant                                              |                           |                       | 2.01                                              |                           | Nicolas Böll                                               |
| Froschfrau                                                   | Misty Rosas Dee Bradley Baker (Stimme)                        | Dee Bradley Baker         |                       | 2.02–2.03                                         |                           | – 1                                                        |
| Koska Reeves                                                 | Mercedes Varnado                                              | Mercedes Varnado          |                       | 2.03, 2.08, 3.06–3.08                             |                           | Flavia Vinzens (Staffel 2) Betty Förster (Staffel 3)       |
| Axe Woves                                                    | Simon Kassianides                                             |                           |                       | 2.03, 3.06–3.08                                   |                           | Georgios Tzitzikos (Staffel 2) Gedeon Burkhard (Staffel 3) |
| Imperialer Captain                                           | Titus Welliver                                                | Titus Welliver (2015)     |                       | 2.03                                              |                           | Matthias Klie                                              |
| Mythrol                                                      | Horatio Sanz                                                  |                           |                       | 2.04                                              | 1.01                      | Christian Intorp                                           |
| Captain Lang                                                 | Michael Biehn                                                 | Michael Biehn             |                       | 2.05                                              |                           | Johannes Berenz                                            |
| Ahsoka Tano                                                  | Rosario Dawson                                                | Rosario Dawson (2009)     |                       | 2.05                                              |                           | Josephine Schmidt                                          |
| Magistratin Morgan Elsbeth                                   | Diana Lee Inosanto                                            | Diana Lee Inosanto (2008) |                       | 2.05                                              |                           | Anke Reitzenstein                                          |
| Luke Skywalker                                               | Max Lloyd-Jones (Double) Mark Hamill                          |                           |                       | 2.08                                              |                           | Jan Makino                                                 |
| Kommunikationsoffizierin Elia Kane / Amnestie-Offizierin G68 | Katy O’Brian                                                  |                           |                       | 3.03, 3.05, 3.07                                  | 2.04, 2.06–2.08           | Alice Bauer (Staffel 2) Sophie Lechtenbrink (Staffel 3)    |
| Kelleran Beq                                                 | Ahmed Best                                                    |                           |                       | 3.04                                              |                           | Tino Mewes                                                 |
| Captain Carson Teva                                          | Paul Sun-Hyung Lee                                            | Paul Sun-Hyung Lee (2017) |                       | 3.05, 3.08                                        | 2.02, 2.04                | Hans Hohlbein                                              |
| Colonel Tuddle                                               | Tim Meadows                                                   | Tim Meadows (2014)        |                       | 3.05                                              |                           | Viktor Neumann                                             |
| Commissioner Helgait                                         | Christopher Lloyd                                             | Christopher Lloyd (2022)  |                       | 3.06                                              |                           | Lutz Mackensy                                              |
| Captain Bombardier                                           | Jack Black                                                    |                           |                       | 3.06                                              |                           | Tobias Meister                                             |
| Die Herzogin                                                 | Lizzo                                                         |                           |                       | 3.06                                              |                           | Elisa Bannat                                               |
| Paz Vizsla                                                   | Tait Fletcher Jon Favreau (Stimme)                            |                           |                       | 3.07                                              | 1.03, 3.01, 3.03–3.05     | Wolfgang Wagner                                            |
| Speeder-Pilot                                                | Brian Posehn                                                  |                           |                       |                                                   | 1.01                      | Hans Bayer                                                 |
| Omera                                                        | Julia Jones                                                   |                           |                       |                                                   | 1.04                      | Mareile Moeller                                            |
| Winta                                                        | Isla Farris                                                   |                           |                       |                                                   | 1.04                      | Chiara Moon Schalla                                        |
| Caben                                                        | Asif Ali                                                      |                           |                       |                                                   | 1.04                      | Patrick Keller                                             |
| Stoke                                                        | Eugene Cordero                                                |                           |                       |                                                   | 1.04                      | Jannik Endemann                                            |
| Riot Mar                                                     | Rio Hackford                                                  |                           |                       |                                                   | 1.05                      | Sascha Krüger                                              |
| Trapper Wolf                                                 | Dave Filoni                                                   |                           |                       |                                                   | 1.06, 2.02, 3.05, 3.08    | Björn Schalla                                              |
| Jib Dodger                                                   | Rick Famuyiwa                                                 |                           |                       |                                                   | 1.06, 3.05                | Marko Bräutigam                                            |
| Sash Ketter                                                  | Deborah Chow                                                  |                           |                       |                                                   | 1.06, 3.05                | Betty Förster                                              |
| Lieutenant Lant Davan                                        | Matt Lanter                                                   | Matt Lanter (2021)        |                       |                                                   | 1.06                      | Stefan Bergel                                              |
| Imperiale Suchtruppen                                        | Jason Sudeikis                                                |                           |                       |                                                   | 1.08                      | Norman Matt                                                |
| Imperiale Suchtruppen                                        | Adam Pally                                                    |                           | Kaze Uzumaki          |                                                   | 1.08                      |                                                            |
| Weequay-Barkeeper Taanti                                     | W. Earl Brown                                                 |                           |                       |                                                   | 2.01                      | Sascha Krüger                                              |
| Jo                                                           | Karisma Gideon                                                |                           |                       |                                                   | 2.01                      | Muriel Bielenberg                                          |
| Gouverneur Wing                                              | Wing Tao Chao                                                 |                           |                       |                                                   | 2.05                      | Manolo Palma                                               |
| General Valin Hess                                           | Richard Brake                                                 |                           |                       |                                                   | 2.07                      | Ronald Nitschke                                            |
| Imperialer Co-Pilot                                          | Thomas E. Sullivan                                            |                           |                       |                                                   | 2.08                      | Marcel Collé                                               |
| Bib Fortuna                                                  | Matthew Wood                                                  |                           |                       |                                                   | 2.08                      | – 2                                                        |
| Kampfdroiden der B1-Serie                                    | Matthew Wood                                                  |                           |                       | 3.06                                              | Constantin von Jascheroff |                                                            |
| Ragnar Vizsla                                                | Wesley Kimmel                                                 |                           |                       |                                                   | 3.01, 3.04, 3.07–3.08     | Nelson Odey                                                |
| Anzellanische Droidenschmiede                                | Shirley Henderson                                             |                           |                       |                                                   | 3.01, 3.05, 3.07–3.08     | Judith SteinhäuserMaria Sumner                             |
| Vane                                                         | Marti Matulis                                                 |                           |                       |                                                   | 3.01, 3.05                | Robert Glatzeder                                           |
| Piratenkönig Gorian Shard                                    | Carey Jones Nonso Anozie (Stimme)                             |                           |                       |                                                   | 3.01, 3.05                | Felix Kamin                                                |
| Zeb Orrelios                                                 | Steve Blum (Stimme)                                           |                           |                       |                                                   | 3.05                      | Oliver Siebeck                                             |
| Lieutenant Reed                                              | Max Lloyd-Jones                                               |                           |                       |                                                   | 3.05                      | Gabriel Merz                                               |
| Überlebender Captain                                         | Charles Parnell                                               |                           |                       |                                                   | 3.07–3.08                 | Samuel Zekarias                                            |
| Überlebender Scout                                           | Charles Baker                                                 |                           |                       |                                                   | 3.07–3.08                 | Marc Skanderberg                                           |
| Captain Gilad Pellaeon                                       | Xander Berkeley                                               | Xander Berkeley (2016)    |                       |                                                   | 3.07                      | Hanns-Jörg Krumpholz                                       |
| Kommandant Brendol Hux                                       | Brian Gleeson                                                 |                           |                       |                                                   | 3.07                      | Nils Nelleßen                                              |
| Imperialer Warlord                                           | Jonny Coyne                                                   |                           |                       |                                                   | 3.07                      | Andreas Conrad                                             |